# Прапор Нововасилівки (Первомайський район)
Прапор Нововасилівки — офіційний символ села Нововасилівка, Первомайського району Миколаївської області, затверджений 19 серпня 2006 року рішенням сесії сільської ради
Автор — А. Гречило.

## Опис
Квадратне жовте полотнище, на якому два покладені навхрест червоні списи із синіми вістрями вгору, обабіч і внизу яких по синій квітці сон-трави з жовтим вінчиком, а вгорі — червоний лапчастий хрест.

## Значення символів
Квіти сон-трави вказують на унікальну місцеву флору. Два козацькі списи та хрест підкреслюють давні козацькі традиції. Жовте поле є символом багатства і добробуту, означає хліборобство та щедрі землі Степової України.